# Phật giáo Nichiren
Phật giáo Nichiren (日蓮仏教, âm Hán-Việt: Nhật Liên Phật giáo) là một tông phái của Phật giáo Đại thừa dựa trên giáo huấn của Đại sư Nichiren (1222-1282), một vị cao tăng Nhật Bản của thế kỷ 13. Ông thuộc ngành Phật giáo Kamakura. 
Cơ bản của tông phái này dựa trên trước tác và kinh điển do thiền sư Nichiren truyền dạy. Ngoài ra Liên Hoa Kinh cũng là phần cơ yếu. Bộ kinh này dạy rằng mọi người đều có Phật tánh từ bé, ai phát huy được thì giác ngộ nhãn tiền. Đặc biệt là Nichiren chủ trương năng động khi đối phó các tôn giáo khác. 

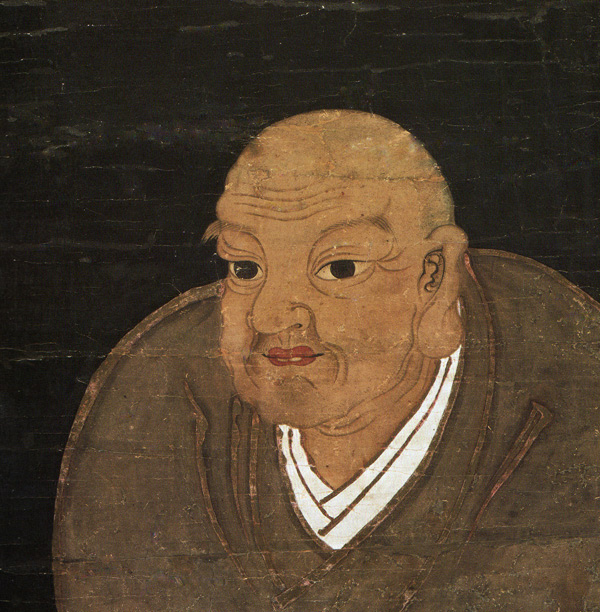
Nhà sư Nichiren, người sáng lập Phật giáo Nichiren

Giáo lý của tông phái Nichiren sang thế kỷ 20 được dùng làm nền tảng của giáo hội Soka Gakkai International và theo đó được truyền bá không những ở Nhật Bản mà sang các nước khác. Thiền sư Nichiren có người thì cho là giác nhân hay bồ tát, nhưng cũng có người thì xem ông như một vị Phật vị lai.
Ngoài giáo hội Soka Gakkai/Soka Gakkai International, tông phái Nichiren cũng phát sinh ra những giáo phái nhỏ rải rắc từ Hoa Kỳ sang Brasil, Âu châu, Hàn Quốc và Đông Nam Á như Nichiren Shu và Nichiren Shoshu.

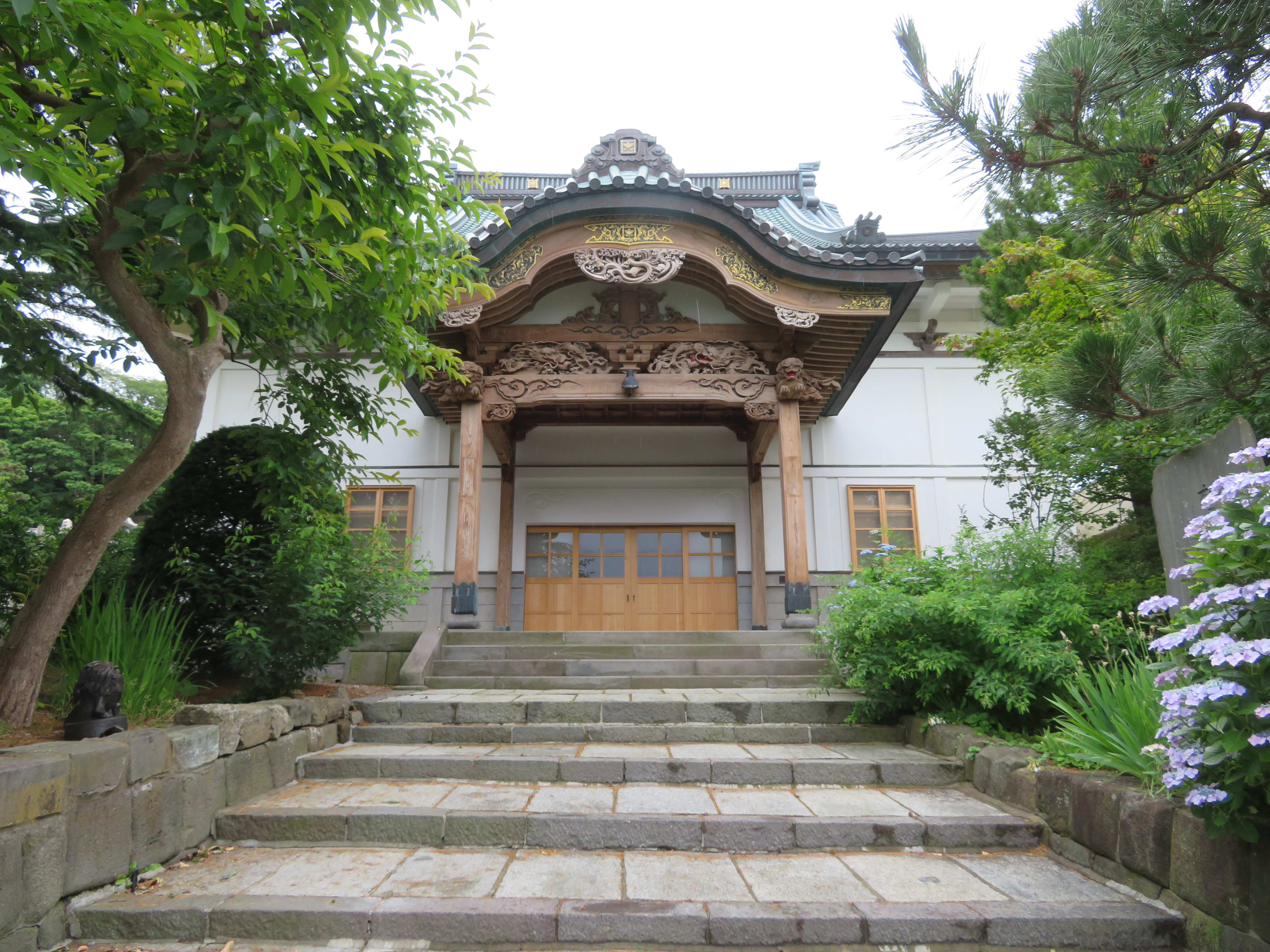
Chùa Thực Hành tự (実行寺) thuộc Phật giáo Nichiren ở Hakodate, Nhật Bản